# Abbaye de Margam
L'abbaye de Margam (en gallois Abaty Margam) est une ancienne abbaye cistercienne située au Pays de Galles, dans le village de Margam. Les cisterciens s'étaient auparavant installés sur le site d'autres moines, dont l'affiliation exacte est inconnue, mais qui ont laissé de très renommées croix celtique.
Fondée le 23 novembre 1147 à l'initiative de Robert de Gloucester, l'abbaye de Margam est très richement dotée, ce qui lui permet de s'accroître considérablement. Outre ses vastes possessions, elle est également très réputée sur le plan de la production littéraire et jouit initialement d'une excellente réputation d'aumônes et de charité.
Toutefois les comportements des convers amènent l'abbaye à plusieurs crises aux XIIe et surtout au XIIIe siècle ; par la suite, ce sont les déboires politiques du Pays de Galles qui l'affectent, en particulier la révolte d'Owain Glyndŵr. L'abbaye est fermée par Henri VIII en 1536. Une partie de l'édifice est détruite pour construire le château de Margam, la nef de l'abbatiale est réutilisée comme église paroissiale avant d'être réaménagée au XIXe siècle.

## Situation et toponymie
L'abbaye est située au débouché de la vallée d'un petit affluent de l'Afon Kenfig (en), près du lac de Margam, entre les collines du Mynydd Margam et la plaine littorale industrialisée au sud de Port Talbot.

## Histoire

### Avant les cisterciens
Les découvertes archéologiques récentes vont dans le sens d'un monastère antérieur aux cisterciens sur le site et occupés par des moines de l'Église celtique. Néanmoins, s'ils ont existé, les bâtiments étaient de bois et d'osier, et aucun trace archéologique n'en subsiste ; en revanche, le musée des pierres de Margam (en) a réuni un riche matériau correspondant aux croix celtiques retrouvées sur le site,.

### Fondation
Robert de Gloucester est à l'initiative de l'implantation de l'abbaye de Margam, qu'il dote juste avant sa mort afin que les moines prient pour lui, et qui ne les voit même pas arriver sur place car il meurt trois semaines avant la fondation officielle de l'abbaye. Il a richement pourvue cette dernière, avec un don de dix-huit mille acres de terres, soit près de sept mille trois cents hectares ; cette superficie correspond à toute l'étendue de terres situées entre les fleuves Kenfig (en) et Afan (en).

### Moyen Âge
La construction de l'abbaye dure près de quarante ans.
Outre la richesse de son patrimoine foncier, l'abbaye est connue pour la générosité de ses premiers abbés. À la fin du XIIe siècle, Giraud de Barri fait l'éloge de Margam écrivant que « de toutes les maisons appartenant à l'ordre cistercien au Pays de Galles, celle-ci est de loin la plus réputée pour ses aumônes et sa charité » et précise que l'abbé Cynan est « un homme instruit et discret dans son comportement ».
En revanche, la communauté des convers pose de nombreux problèmes à l'abbé à cette période, ceux-ci consommant de la bière malgré l'interdiction, ainsi que commettant d'autres délits non précisés. En conséquence, l'abbé est condamné à un jeûne de quarante jours et deux des contrevenants sont envoyés à Clairvaux afin d'être recadrés. En 1206, la situation s'aggrave, allant jusqu'à une révolte des convers, qui exilent et emprisonnent l'abbé à une quarantaine de kilomètres de l'abbaye, puis instaurent un blocus sur le monastère, affamant les moines. La situation est telle que c'est l'abbaye de Fountains qui doit intervenir. Une fois de plus, les coupables sont envoyés à Clairvaux, puis, par mesure de précaution, ils sont dispersés dans divers monastères de l'ordre.
Margam héberge Jean sans Terre en 1210 lors de son départ pour écraser les Irlandais, puis à son retour trois mois plus tard ; en récompense de l'hospitalité chaleureuse qu'il reçoit à cette occasion, il dispense l'abbaye de la taxe qu'il avait spécialement créée pour les monastères. Margam devient ainsi la seule abbaye anglaise avec Beaulieu, fondée par Jean lui-même, à en être exemptée. À cette époque, l'abbaye est en outre connue pour sa production littéraire, en particulier les Annales de Margan, qui couvrent toute la période allant de 1066 à 1232, et dont les cinquante dernières années sont considérées comme la source primaire la plus fiable de l'histoire du Glamorgan. Le livre de Taliesin est également attribué à l'abbaye de Margam.
La faveur de Jean ainsi que la bonne gestion monastique des terres permettent à la communauté d'accroître ses possessions dans le Glamorgan, au point, en 1291, de disposer d'un revenu annuel de 256 livres, ce qui en fait la maison religieuse alors la plus riche du Pays de Galles. Elle exploite à cette date environ sept mille acres de ses terres, soit deux mille huit cents hectares.

### Crises et fermeture

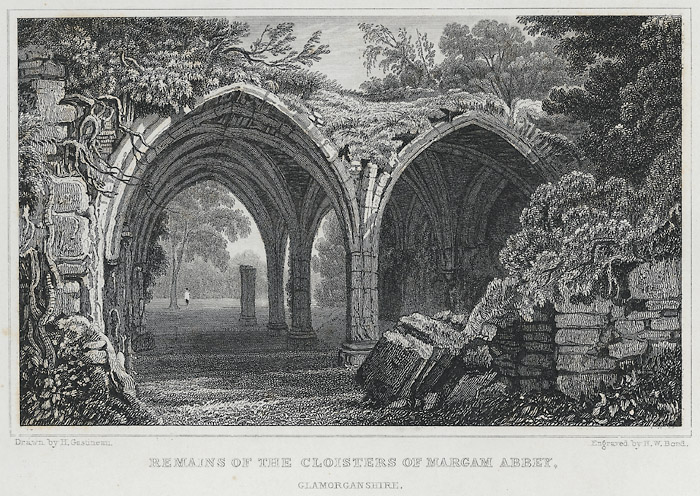
Les ruines de l'abbaye vers 1830, gravure d'Henry Gastineau.

La révolte d'Owain Glyndŵr, en 1401-1402, affecte très durement l'abbaye, dont les moines deviennent mendiants afin de subsister. En 1536, lors de l'inventaire précédant la dissolution, le revenu n'est plus que de 181 livres, ce qui reste important ; en revanche, la communauté s'est drastiquement réduite, ne comptant plus que huit moines.
Fermée dès 1536, l'abbaye est divisée. La nef de l'église abbatiale est attribuée à la paroisse afin de desservir les habitants, le reste acheté par des particuliers. Rhys Mansel (en), l'un d'entre eux, entreprend la construction du château de Margam. Au XVIIIe siècle, la salle capitulaire est utilisée comme entrepôt de charbon et son vestibule est transformé en brasserie. En 1780, elle conserve son toit cannelé, qui est ensuite retiré par Thomas Mansel Talbot (de), ce qui amène une ruine rapide de l'édifice.
L'église paroissiale, ruinée à la fin du XVIIIe siècle, est profondément remaniée en 1810, après un chantier de six mille cinq cents livres essentiellement financé par les paroissiens,.

## L'abbaye

### L'église abbatiale

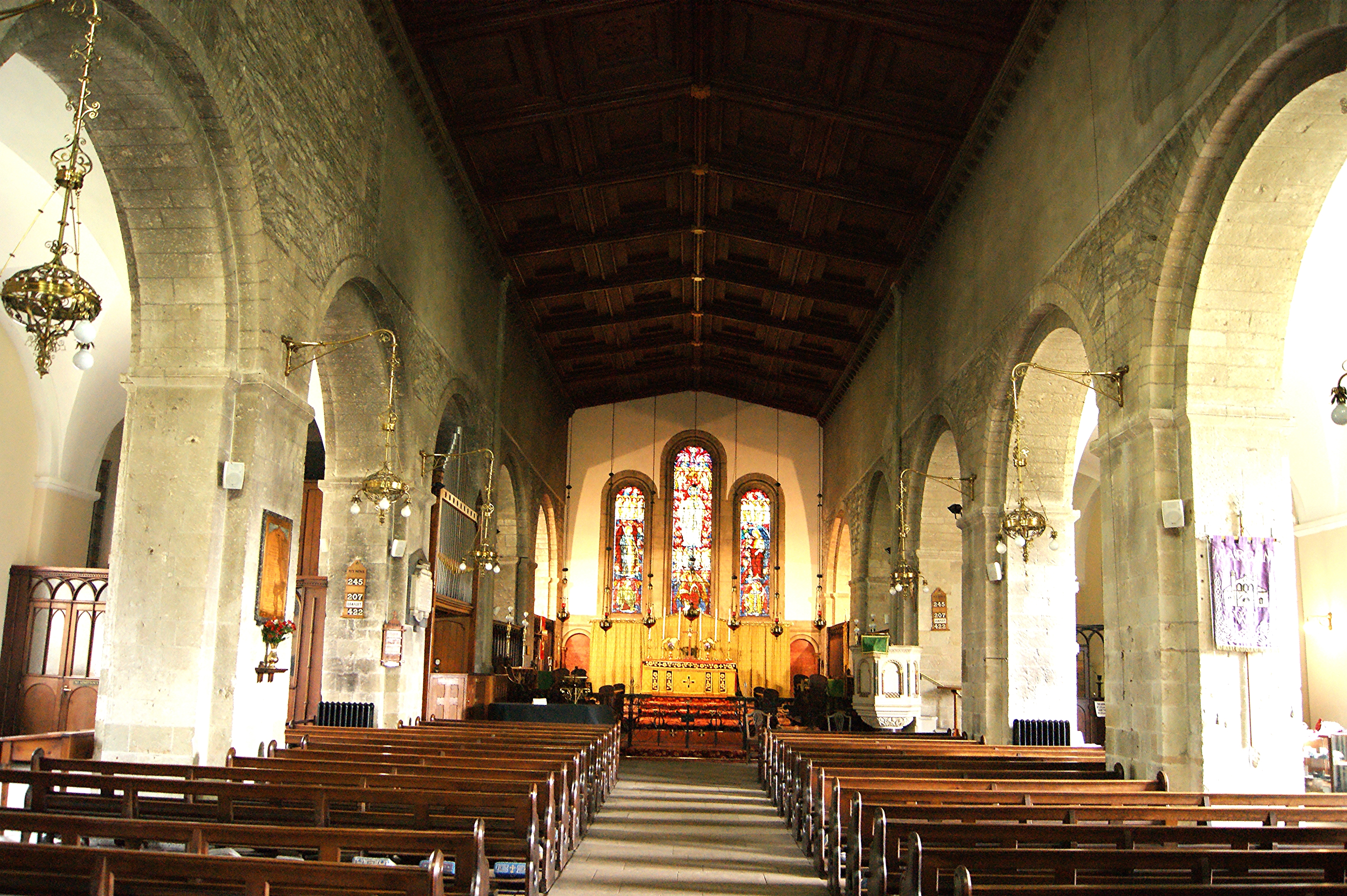
La nef médiévale, rénovée au XIXe siècle, actuelle église paroissiale.

L'église abbatiale d'origine est caractéristique de la fin de la période normande, vers 1175-80, dans la porte profondément encastrée, flanquée de fûts à bandeaux portant des chapiteaux sculptés, ainsi que dans les trois fenêtres en plein cintre situées au-dessus. La nef de l'édifice compte six travées, contre huit à l'origine ; ce qu'il en reste aujourd'hui mesure 115 pieds de longueur, soit trente-cinq mètres, mais l'église originelle mesurait 272 pieds, soit 83 mètres de longueur totale ; elle est construite en pierre de Sutton (en),.
Le bas-côté méridional abrite les sépultures des baronnets Mansel (en) : Rhys Mansel (en) (mort en 1559), Édouard Mansel (mort en 1585) et Thomas Mansel (1556-1631) (en) (mort en 1631), ainsi que leurs épouses respectives, y sont enterrés.
L'église est Monument classé de grade I depuis le 12 novembre 1952.

### Bâtiments monastiques

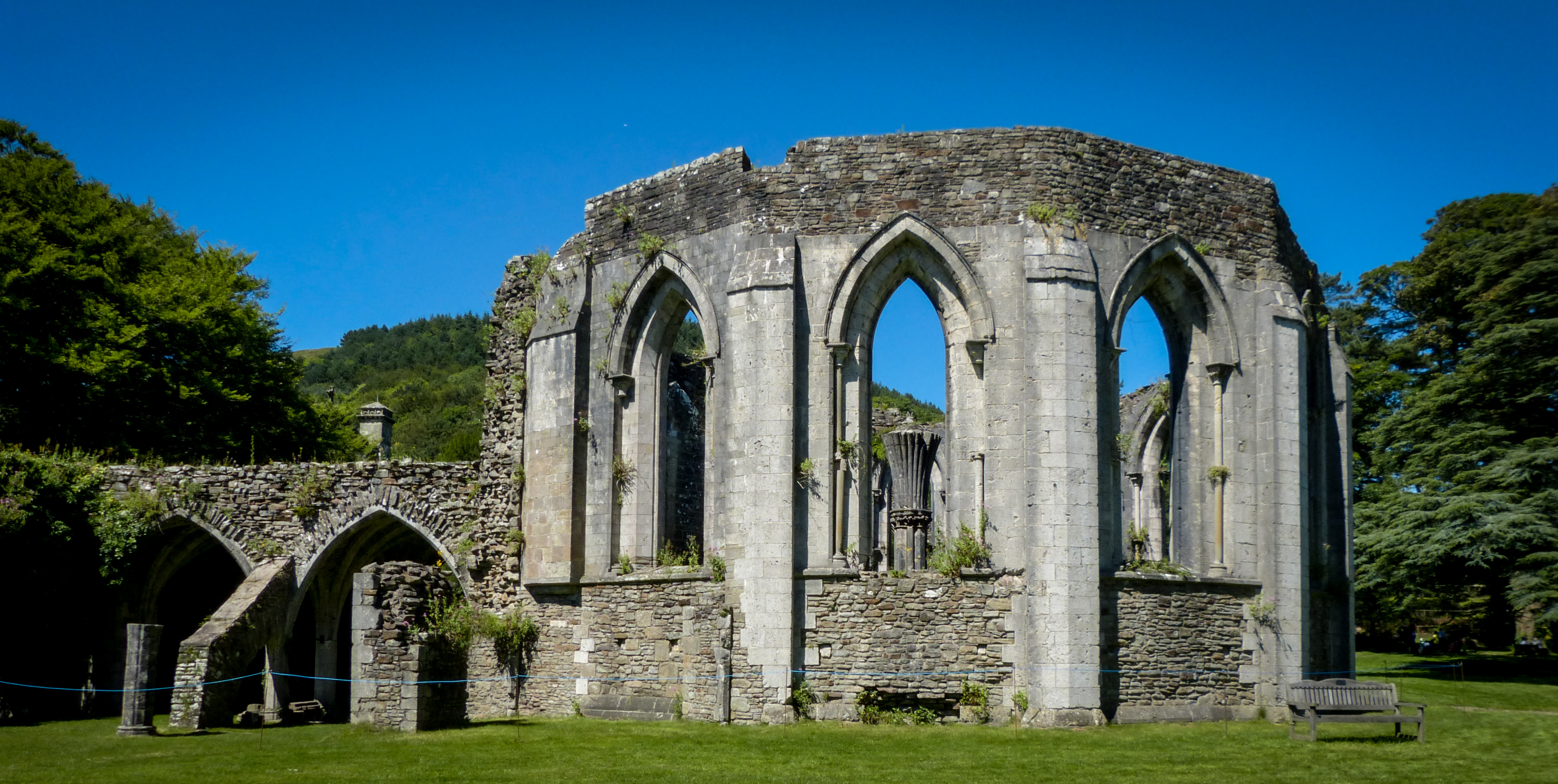
Les ruines de la salle capitulaire.

La salle capitulaire présente la forme rarissime d'un dodécagone ; on ne retrouve cette forme qu'à l'abbaye de Dore, dans le Herefordshire, mais moins bien conservée qu'à Margam.

### Musée

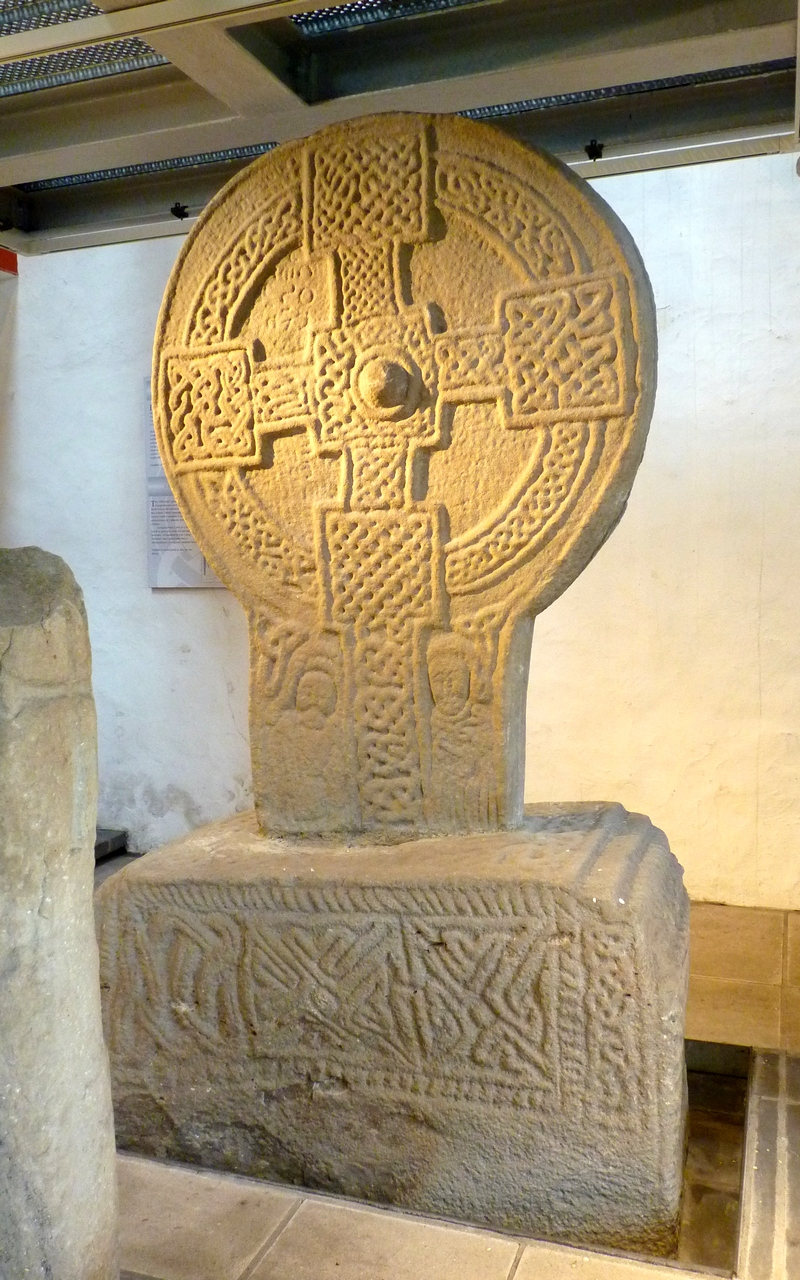
, au.

À proximité de l'ancienne abbaye, le musée des pierres de Margam (en) abrite une riche collection de croix celtiques. En particulier, la croix de Conbelin (cy) est très réputée.

### Arbre remarquable
Un hêtre, dit « de la salle capitulaire » (« chapter house beech »), reçoit en 2020 le titre d'« arbre de l'année » pour le Pays de Galles,.